# H.N.I.C.
H.N.I.C. es el álbum debut del miembro de Mobb Deep Prodigy. Después de haber sacado cuatro álbumes con el grupo Pee hizo un pequeño paréntesis y saco su disco en solitario. "H.N.I.C." es el acrónimo de "Head Nigga In Charge". Prodigy contó con un brillante grupo de productores tales como The Alchemist, EZ Elpee, Rockwilder, Just Blaze y su compañero de grupo Havoc.
El álbum fue certificado "Gold" por la RIAA el 18 de diciembre del año 2000.

## Lista de canciones
| #  | Título                                        | Productores                              | Samples                                      |
| -- | --------------------------------------------- | ---------------------------------------- | -------------------------------------------- |
| 1  | «Bars & Hooks» (Intro)                        |                                          |                                              |
| 2  | «Genesis»                                     |                                          |                                              |
| 3  | «Drive Thru» (skit)                           |                                          |                                              |
| 4  | «Rock Dat Shit»                               | Bink Dawg                                |                                              |
| 5  | «What U Rep» (feat. N.O.R.E.)                 | Hangmen 3                                |                                              |
| 6  | «Keep It Thoro»                               | The Alchemist                            | - "Music People" by Jack Mayborn             |
| 7  | «Can't Complain» (feat. Chinky, Twin Gambino) | Prodigy                                  |                                              |
| 8  | «Infamous Minded» (feat. Big Noyd)            | Robert Kirkland                          |                                              |
| 9  | «Wanna Be Thugs» (feat. Havoc)                | Havoc                                    |                                              |
| 10 | «Three» (feat. Cormega)                       | The Alchemist                            | - "Por Amor" by Marco Antonio Muniz          |
| 11 | «Dealt with the Bullshit» (feat. Havoc)       | Havoc                                    |                                              |
| 12 | «Trials of Love» (feat. B.K.)                 | The Alchemist                            | - "To the Estblishment" by Lou Bond          |
| 13 | «H.N.I.C.»                                    | Ez Elpee                                 | - "Belle De Jour" by Saint Tropez            |
| 14 | «Be Cool» (skit)                              |                                          |                                              |
| 15 | «Veteran's Memorial»                          | The Alchemist                            |                                              |
| 16 | «Do It» (feat. Mike Delorean)                 | Rockwilder                               |                                              |
| 17 | «Littles» (skit)                              |                                          |                                              |
| 18 | «Y.B.E.» (feat. B.G.)                         | Nashiem Myrick, Prodigy, Stephen Dorsain | - "One Love" by Whodini                      |
| 19 | «Diamond» (feat. Bars & Hooks)                | Just Blaze                               | - "Cause We've Ended ss Lovers" by Syreeta   |
| 20 | «Gun Play» (feat. Big Noyd)                   | Rockwilder                               |                                              |
| 21 | «You Can Never Feel My Pain»                  | Ric Rude                                 | - "Gotta Make It Up to You" by Angela Bofill |
| 22 | «H.N.I.C.» (Outro)                            |                                          |                                              |

## Posiciones del álbum
| Año  | Album    | Posición      | Posición                | Posición                   |
| Año  | Album    | Billboard 200 | Top R&B/Hip Hop Álbumes | Top Álbumes Independientes |
| 2000 | H.N.I.C. | #18           | #6                      | #2                         |

## Posiciones de sencillos
| Año  | Canción       | Posición          | Posición                            | Posición        |
| Año  | Canción       | Billboard Hot 100 | Hot R&B/Hip-Hop Singles & Canciones | Hot Rap Singles |
| 2000 | Keep It Thoro | -                 | #97                                 | #17             |
| 2001 | Rock Dat Shit | -                 | -                                   | #33             |
| 2001 | Y.B.E.        | -                 | -                                   | #42             |

- Datos: Q2557318